# Erinnerungsort Olympia-Attentat

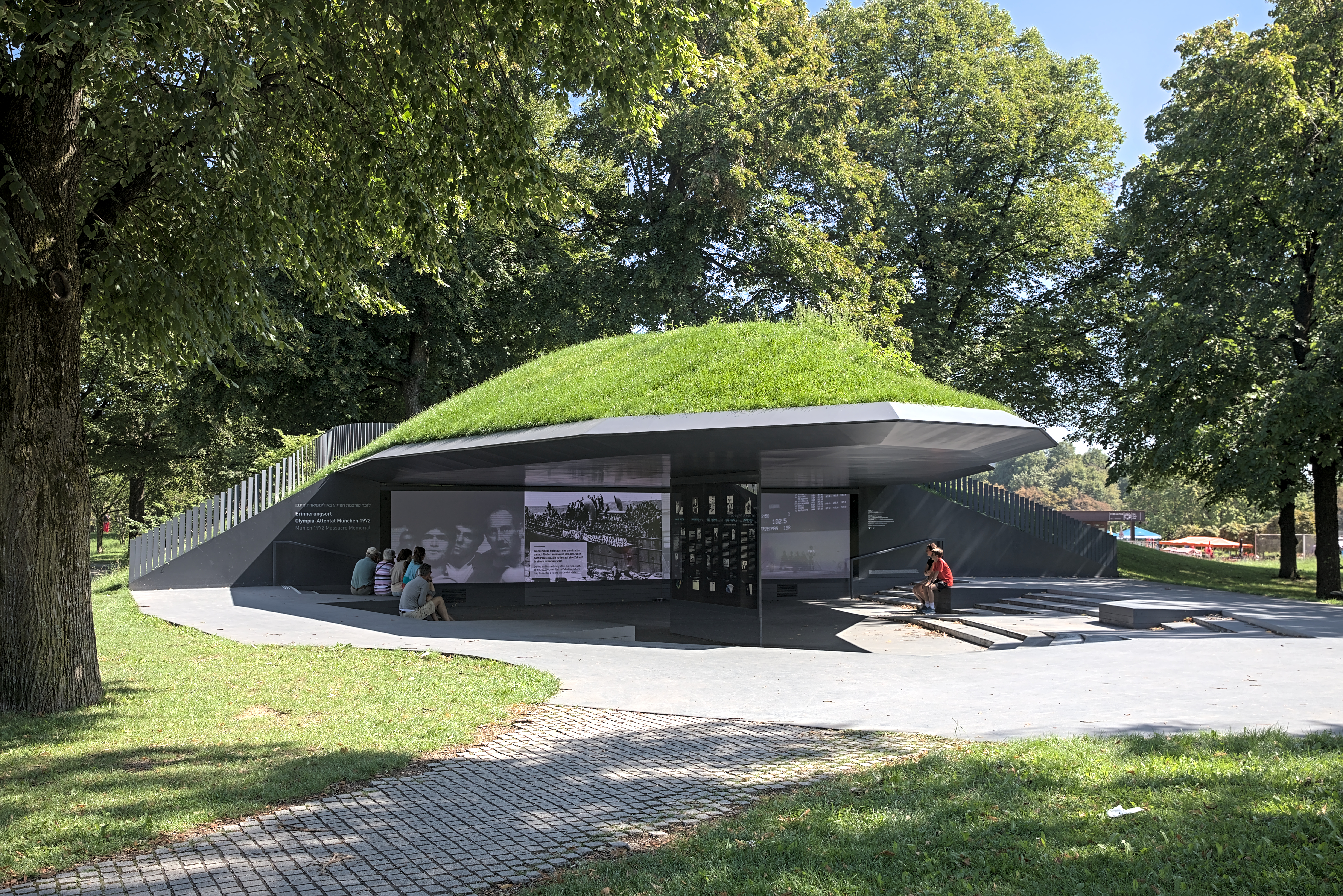
Erinnerungsort im Olympiapark München

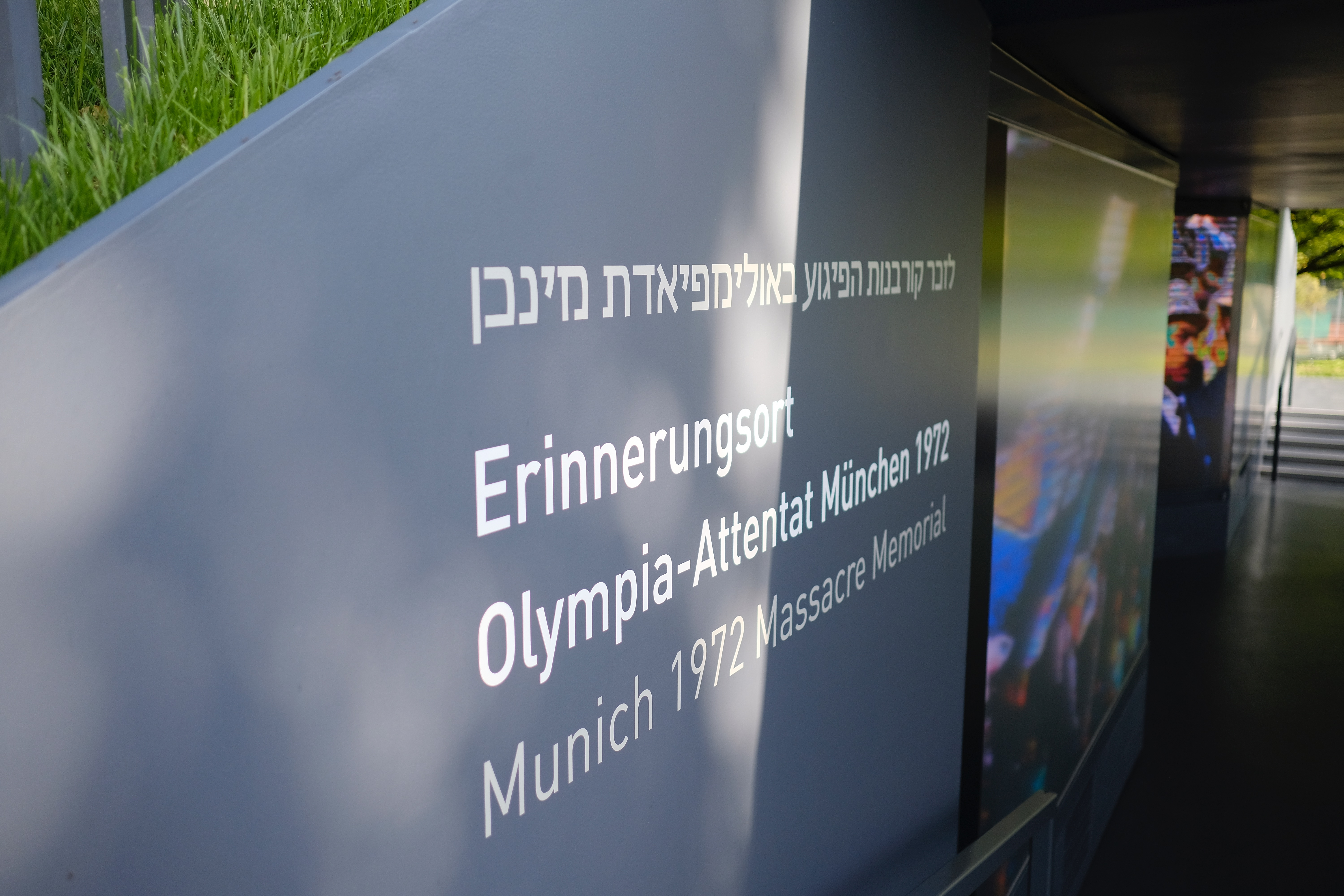
Dreisprachige Beschriftung am Erinnerungsort

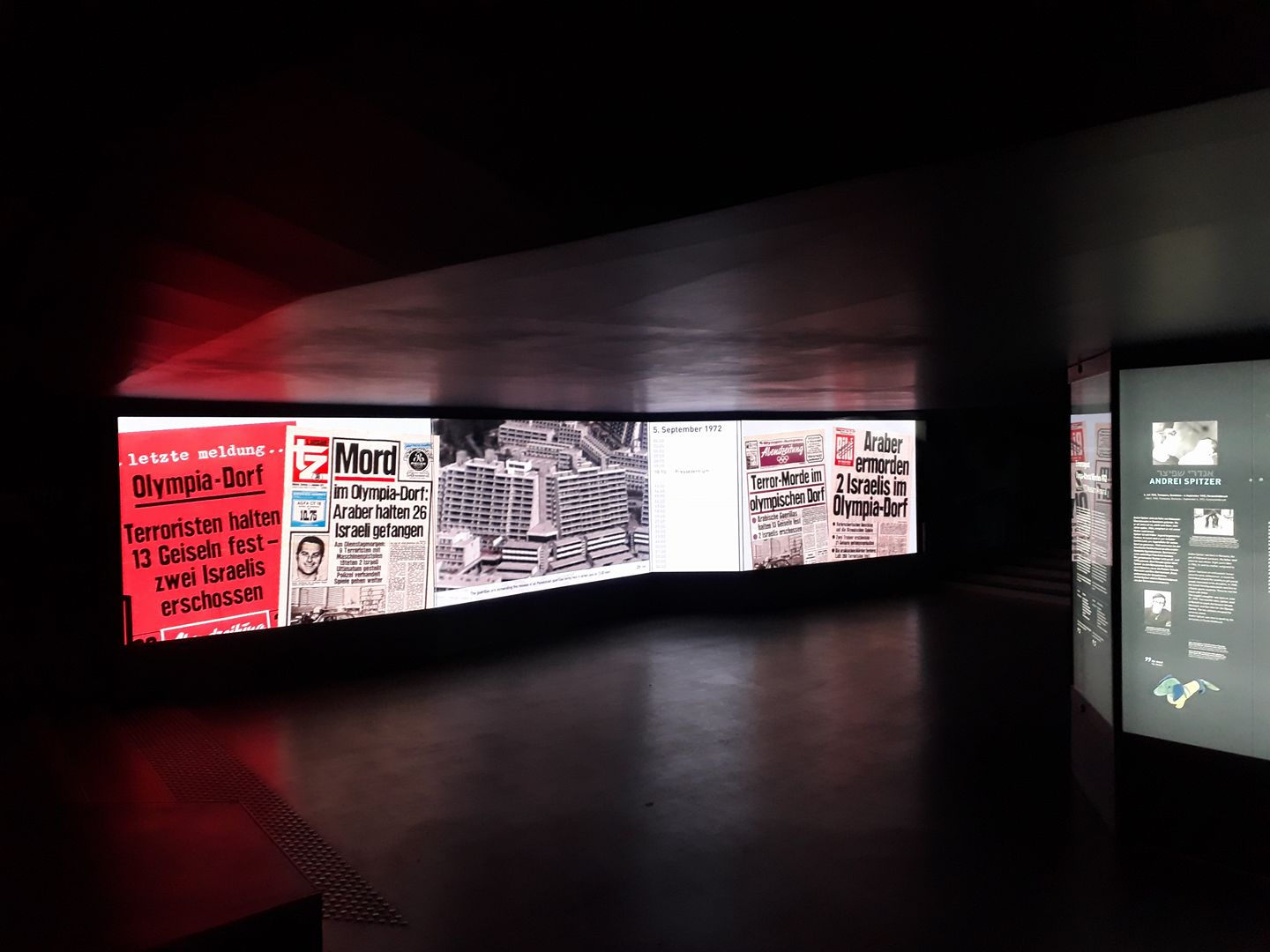
Videoinstallation Erinnerungsort Olympia-Attentat

Der Erinnerungsort Olympia-Attentat (auch Gedenkort Einschnitt genannt) ist eine Gedenkstätte für die zwölf Opfer des Anschlags auf die israelische Mannschaft bei den Olympischen Sommerspielen in München am 5. September 1972. Im Olympiapark in der Nähe des Haupt-Tatortes im damaligen Olympiadorf gelegen, informiert sie multimedial über die elf Sportler und den Polizisten, die bei dem Attentat getötet wurden, sowie über dessen Verlauf. Der Pavillon in einem Geländeeinschnitt wurde am 6. September 2017 in Anwesenheit u. a. der Staatspräsidenten Rivlin (Israel) und Steinmeier (Deutschland) eröffnet. Der Gedenkort ist eine Einrichtung des Freistaates Bayern. Er soll „Bewusstseinsstiftung und Sensibilisierung gegenüber den allgegenwärtigen Gefahren für unsere Freiheit und unsere Demokratie“ schaffen.

## Beschreibung
Der Erinnerungsort ist als horizontaler Einschnitt in einen der Hügel im nördlichen Olympiapark in München Milbertshofen-Am Hart angelegt. Nach Osten ist der Lindenhügel geschlossen, zu allen anderen Seiten öffnet er sich für Besucher und bietet Sichtachsen zu den Tatorten. Der zur Umgebung hin etwas abgesenkte Innenraum ist 2,50 Meter hoch, der Hügel darüber etwa 1,50 Meter höher.
In der Gedenkstätte erinnern zwölf Informationstafeln und persönliche Gegenstände an die Opfer des Anschlags. Dies waren die israelischen Olympiateilnehmer
- David Mark Berger (Gewichtheber),
- Ze'ev Friedman (Gewichtheber),
- Yossef Gutfreund (Ringerkampfrichter),
- Eliezer Halfin (Ringer),
- Josef Romano (Gewichtheber),
- André Spitzer (Fechttrainer),
- Amitzur Schapira (Leichtathletiktrainer),
- Kehat Shorr (Schützentrainer),
- Mark Slavin (Ringer),
- Yakov Springer (Gewichtheberkampfrichter) und
- Mosche Weinberg (Ringertrainer)

sowie der deutsche Polizist
- Anton Fliegerbauer

Darüber hinaus informiert eine elf Meter breite, mit Sicherheitsglas geschützte Medienwand in einem Zehn-Minuten-Loop darüber, „was wir vom Attentat wissen, was nach intensiven Recherchen zusammengetragen worden ist“. Das deutschsprachige ca. 20-minütige Video mit englischen Untertiteln läuft in einer Endlosschleife täglich zwischen 8 und 22 Uhr. Die videoüberwachte Gedenkstätte ist Tag und Nacht geöffnet.

## Geschichte
Anlässlich des 40. Jahrestages des Olympia-Attentats vom 5. und 6. September 1972, bei dem elf israelische Sportler und ein Münchner Polizist von palästinensischen Terroristen ermordet wurden, kündigte der bayerische Ministerpräsident Horst Seehofer an, gemeinsam mit der Landeshauptstadt München einen Erinnerungsort zu errichten. Im Mittelpunkt der Darstellung sollen dabei die Biografien der ermordeten Sportler stehen. Finanziell unterstützt wurde dieses Vorhaben von der Landeshauptstadt München, dem Deutschen Olympischen Sportbund und dem Internationalen Olympischen Komitee. Das wissenschaftliche Konzept wurde von Werner Karg (Bayerische Landeszentrale für politische Bildungsarbeit), Bernhard Purin (Jüdisches Museum München) und Jörg Skriebeleit (KZ-Gedenkstätte Flossenbürg) erarbeitet. Bei einem 2014 durchgeführten gestalterischen Auswahlverfahren ging das Architekturbüro Brückner & Brückner als Sieger hervor. Ab Herbst 2014 erhoben Anwohner des Studentendorfs (damals Olympiadorf) Proteste gegen eine zu nahe an ihren Wohnungen geplanten Standort des Erinnerungsortes und gründeten eine Bürgerinitiative. Der Freistaat reagierte darauf mit einer Verlegung des Standortes zum Lindenhügel, südlich des Kolehmainenweges, etwa 250 Meter südwestlich des U-Bahnhofs Olympiazentrum im Nordteil des Olympiaparks.
Bei der Grundsteinlegung wurde in Anwesenheit des israelischen Generalkonsuls Dan Sharam und der israelischen Vize-Außenministerin Tzipi Hotovely eine bronzefarbene Kapsel gefüllt. Darin befinden sich eine Grundsteinurkunde, eine bayerische und eine israelische Tageszeitung sowie Euros und Schekel.
Die Gesamtkosten beliefen sich auf rund 1,676 Millionen Euro, wovon die Stadt München 419.000 Euro beisteuerte. Die übrigen Mittel kamen vom Freistaat Bayern, vom Bund sowie vom IOC und einer US-Stiftung.

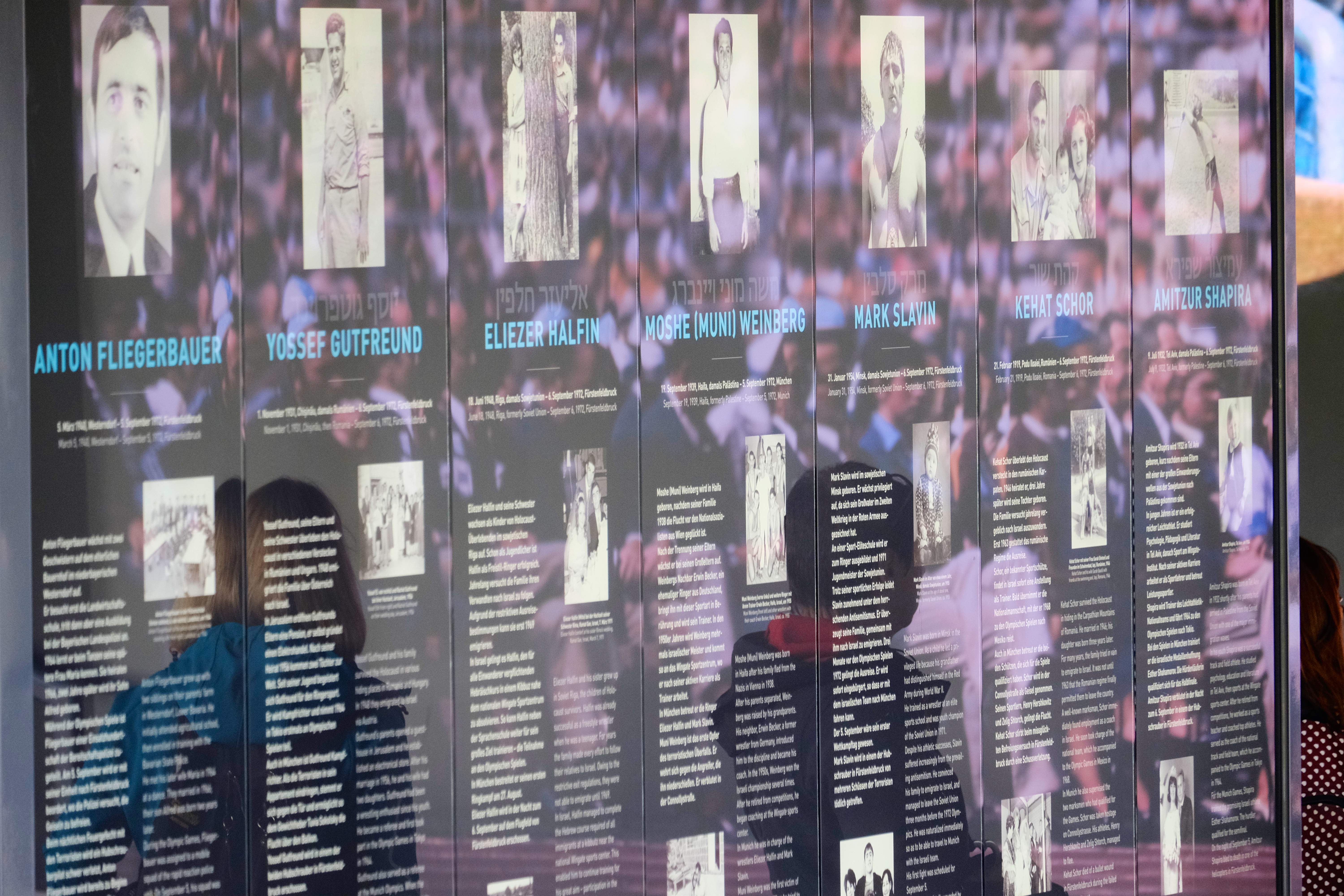
Gedenken an die Opfer des Attentats von 1972 im Olympiapark München

Am 6. September 2017 wurde die Gedenkstätte im Beisein von Angehörigen der Opfer sowie dem deutschen Bundespräsidenten Frank-Walter Steinmeier und Israels Staatspräsidenten Reuven Rivlin offiziell eröffnet.
In Fürstenfeldbruck ist eine weitere Gedenkstätte geplant. Der Landtag stellte hierfür 20.000 € für die Konzeption zur Verfügung.
Seit 2022 gibt es außerdem einen digitalen Erinnerungsort an das Olympia-Attentat von 1972 in Form einer Website und einer App, entwickelt vom Landkreis Fürstenfeldbruck. Sobald das Gelände des Fliegerhorstes nicht mehr durch die Bundeswehr genutzt wird, soll zudem an der Umsetzung einer Erinnerungs- und Begegnungsstätte vor Ort gearbeitet werden.

## Zitate
- „Es geht nicht nur um das Gedenken an die Opfer, sondern um Bewusstseinsstiftung und Sensibilisierung gegenüber den allgegenwärtigen Gefahren für unsere Freiheit und unsere Demokratie.“ – Charlotte Knobloch[14], Präsidentin der Israelitischen Kultusgemeinde München und Oberbayern
- „Der Gedenkort soll an das schreckliche Geschehen erinnern, es erklären, historisch einordnen und daraus Schlüsse ziehen helfen.“ – Ludwig Spaenle[15], bayerischer Wissenschaftsminister

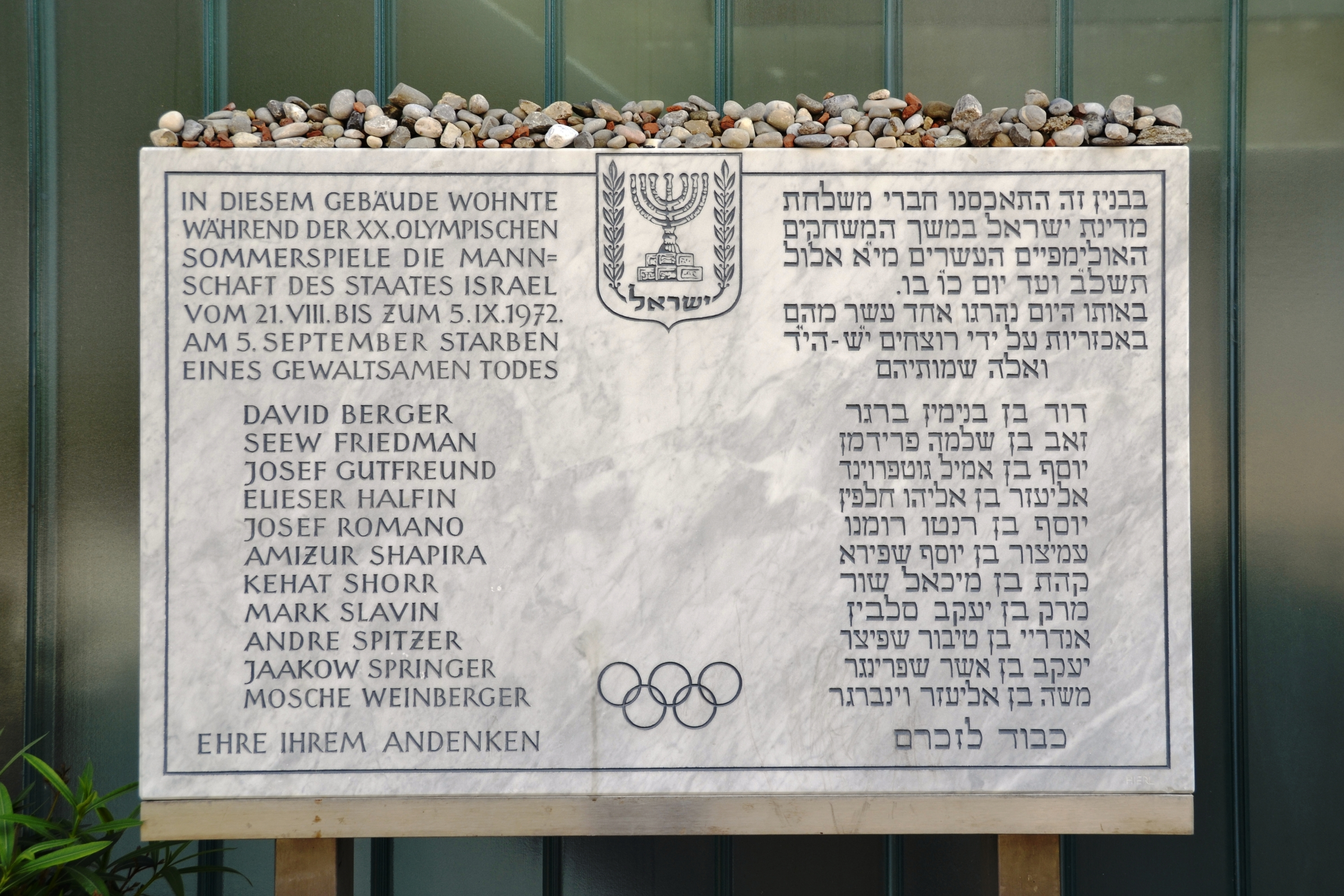
Gedenktafel am Haus Connollystraße 31

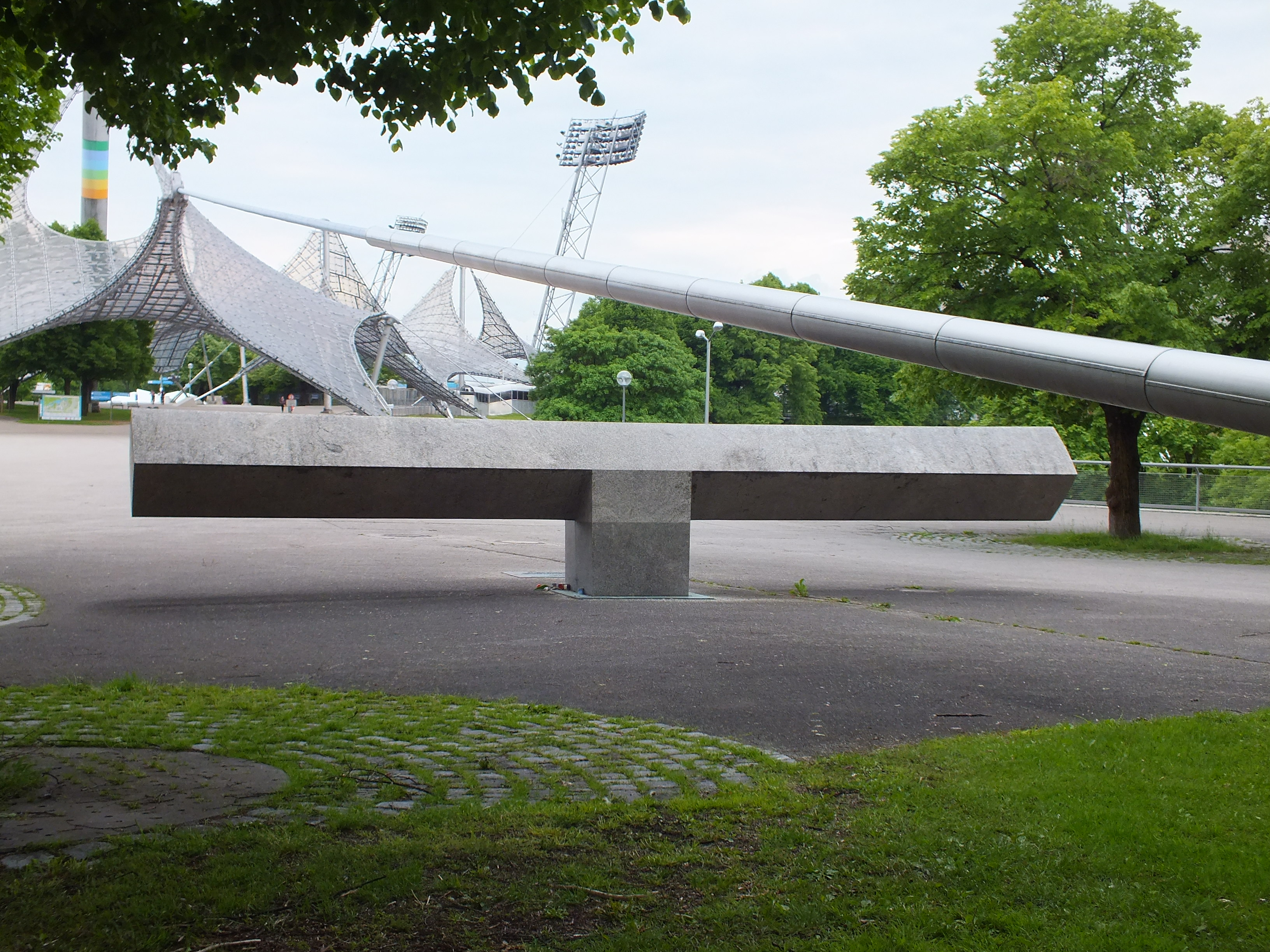
Gedenkstein von Fritz Koenig am Stadion, 1995